# Frankie Sandford
Frankie Sandford   (Upminster, 14 de gener de 1989) és una cantant, ballarina i actriu britànica. Actual membre de la banda The Saturdays. Prèviament, va formar part també de la banda S Club 8, amb la qual va protagonitzar una sèrie de televisió anomenada "I Dream".

## Biografia
Frankie va començar la seva carrera l'any 2001 en el grup de pop S Club Juniors, que a partir d'abril de 2003, va canviar el nom a S Club 8, després de la separació de S Club 7, i més tard, es va passar a anomenar I Dream, a causa del nom de la sèrie de TV, filmada a Espanya. Era un spin-off del grup S Club 7. Abans d'unir-se a S Club 8, Frankie també va aparèixer al programa "SMTV Live" com a animadora. La banda es va separar en 2005.
L'any 2008, Frankie s'uneix a la banda de noies The Saturdays, composta a més per la seva excompanya membre de S Club 8 Rochelle Humes, Una Foden, Vanessa White i Mollie King. Fins al moment, la banda ha aconseguit sis senzills i dos àlbums Top 10 en les llistes britàniques, així com ha gravat el senzill oficial de finalització caritatiu organitzat per Comic Relief. El seu primer àlbum, "Chasing Lights", ha estat certificat de platí. Al novembre de 2008, juntament amb els seus altres companyes de The Saturdays, van participar en el spin-off de "Hollyoaks" del canal Channel 4, "Hollyoaks Later". També van cantar la cançó "Issues" en la ficció de 10 minuts de la BBC "Myths", el gener de 2009, en l'episodi "A syren's call". Sandford ha estat classificada #17 en l'edició 2009 de les dones més sexies del món, de la revista FHM. Per a l'edició 2010, va aconseguir el quart lloc.
Frankie és la cantant convidada del segon àlbum del grup Kids In Glass Houses, anomenat "Dirt", a la cançó "Undercover Lover".
Frankie, en els anys que van entre S Club 8 i The Saturdays (2005-2007), va treballar en un bar i va tenir un treball els dissabtes com a venedora a les botigues "All Saints" i "House of Fraser" a Londres.
Va ser núvia del baixista del grup McFLY Dougie Poynter, amb qui es van separar en dues ocasions, l'última va ser al novembre del 2010, en la qual ell va estar un temps en rehabilitació, a causa de problemes de depressió. Més tard va començar a sortir amb el futbolista professional Wayne Bridge. Actualment estan casats i tenen un fill anomenat Parker Bridge, nascut el 18 d'octubre del 2013.